# Atletisme als Jocs Olímpics d'Estiu de 1964
Als Jocs Olímpics d'Estiu de 1964 celebrats a la ciutat de Tòquio (Japó) es disputaren 36 proves atlètiques, 24 en categoria masculina i 12 en categoria femenina. Les proves es disputaren a l'Estadi Olímpic de Tòquio entre els dies 14 i 21 d'octubre de 1964.
En aquesta edició s'introduïren dues noves proves en categoria femenina: els 400 metres llisos i el pentatló. Hi participaren un total de 1018 atletes, 728 homes i 236 dones, de 80 comitès nacionals diferents.

## Resum de medalles

### Categoria masculina
| Prova                          | Or                                                                        | Argent                                                                           | Bronze                                                                           |
| 100 m Detalls                  | Bob Hayes                                                                 | Enrique Figuerola                                                                | Harry Jerome                                                                     |
| 200 m Detalls                  | Henry Carr                                                                | Paul Drayton                                                                     | Edwin Roberts                                                                    |
| 400 m Detalls                  | Michael Larrabee                                                          | Wendell Mottley                                                                  | Andrzej Badeński                                                                 |
| 800 m Detalls                  | Peter Snell                                                               | Bill Crothers                                                                    | Wilson Kiprugut                                                                  |
| 1.500 m Detalls                | Peter Snell                                                               | Josef Odložil                                                                    | John Davies                                                                      |
| 5.000 m Detalls                | Bob Schul                                                                 | Harald Norpoth                                                                   | William Dellinger                                                                |
| 10.000 m Detalls               | Billy Mills                                                               | Mohammed Gammoudi                                                                | Ron Clarke                                                                       |
| Marató Detalls                 | Abebe Bikila                                                              | Basil Heatley                                                                    | Kokichi Tsuburaya                                                                |
| 110 m tanques Detalls          | Hayes Jones                                                               | Blaine Lindgren                                                                  | Anatoli Mikhàilov                                                                |
| 400 m tanques Detalls          | Rex Cawley                                                                | John Cooper                                                                      | Salvatore Morale                                                                 |
| 3.000 m obstacles Detalls      | Gaston Roelants                                                           | Maurice Herriott                                                                 | Ivan Beliaev                                                                     |
| 4x100 m relleus Detalls        | Estats UnitsPaul Drayton · Gerald Ashworth · Richard Stebbins · Bob Hayes | PolòniaAndrzej Zieliński · Wiesław Maniak · Marian Foik · Marian Dudziak         | FrançaPaul Genevay · Bernard Laidebeur · Claude Piquemal · Jocelyn Delecour      |
| 4x400 m relleus Detalls        | Estats UnitsOllan Cassell · Michael Larrabee · Ulis Williams · Henry Carr | Regne UnitTimothy Graham · Adrian Metcalfe · John Cooper · Robbie Ian Brightwell | Trinitat i Tobago Edwin Skinner · Kent Bernard · Edwin Roberts · Wendell Mottley |
| 20 km marxa Detalls            | Kenneth Matthews                                                          | Dieter Lindner                                                                   | Volodímir Holubnitxi                                                             |
| 50 km marxa Detalls            | Abdon Pamich                                                              | Paul Nihill                                                                      | Ingvar Pettersson                                                                |
| Salt de llargada Detalls       | Lynn Davies                                                               | Ralph Boston                                                                     | Íhor Ter-Ovanessian                                                              |
| Triple salt Detalls            | Józef Szmidt                                                              | Oleg Fedoseev                                                                    | Victor Kravchenko                                                                |
| Salt d'alçada Detalls          | Valeriy Brumel                                                            | John Thomas                                                                      | John Rambo                                                                       |
| Salt amb perxa Detalls         | Fred Hansen                                                               | Wolfgang Reinhardt                                                               | Klaus Lehnertz                                                                   |
| Llançament de pes Detalls      | Dallas Long                                                               | Randy Matson                                                                     | Vilmos Varju                                                                     |
| Llançament de disc Detalls     | Al Oerter                                                                 | Ludvik Danek                                                                     | Dave Weill                                                                       |
| Llançament de javelina Detalls | Pauli Nevala                                                              | Gergely Kulcsár                                                                  | Jānis Lūsis                                                                      |
| Llançament de martell Detalls  | Romuald Klim                                                              | Gyula Zsivótzky                                                                  | Uwe Beyer                                                                        |
| Decatló Detalls                | Willi Holdorf                                                             | Rein Aun                                                                         | Hans Walde                                                                       |

### Categoria femenina
| Prova                          | Or                                                                           | Argent                                                                 | Bronze                                                             |
| 100 m Detalls                  | Wyomia Tyus                                                                  | Edith McGuire                                                          | Ewa Kłobukowska                                                    |
| 200 m Detalls                  | Edith McGuire                                                                | Irena Szewińska                                                        | Marilyn Black                                                      |
| 400 m Detalls                  | Betty Cuthbert                                                               | Ann Packer                                                             | Judy Amoore                                                        |
| 800 m Detalls                  | Ann Packer                                                                   | Maryvonne Dupureur                                                     | Marise Chamberlain                                                 |
| 80 m tanques Detalls           | Karin Balzer                                                                 | Teresa Ciepły                                                          | Pam Kilborn                                                        |
| 4x100 m relleus Detalls        | PolòniaTeresa Ciepły · Irena Kirszenstein · Halina Górecka · Ewa Kłobukowska | Estats UnitsWillye White · Wyomia Tyus · Marilyn White · Edith McGuire | Regne UnitJanet Simpson · Mary Rand · Daphne Arden · Dorothy Hyman |
| Salt de llargada Detalls       | Mary Rand                                                                    | Irena Kirszenstein                                                     | Tatyana Schelkanova                                                |
| Salt d'alçada Detalls          | Iolanda Balaş                                                                | Michele Brown                                                          | Taisia Chenchik                                                    |
| Llançament de pes Detalls      | Tamara Press                                                                 | Renate Culmberger                                                      | Galina Zybina                                                      |
| Llançament de disc Detalls     | Tamara Press                                                                 | Ingrid Lotz                                                            | Lia Manoliu                                                        |
| Llançament de javelina Detalls | Mihaela Penes                                                                | Márta Rudas                                                            | Elena Gorchakova                                                   |
| Pentatló Detalls               | Irina Press                                                                  | Mary Rand                                                              | Galina Bystrova                                                    |

## Medaller
| Posició | País              | Or | Argent | Bronze | Total |
| 1       | Estats Units      | 14 | 7      | 3      | 24    |
| 2       | Unió Soviètica    | 5  | 2      | 11     | 18    |
| 3       | Regne Unit        | 4  | 7      | 1      | 12    |
| 4       | Alemanya          | 2  | 5      | 3      | 10    |
| 5       | Polònia           | 2  | 4      | 2      | 8     |
| 6       | Nova Zelanda      | 2  | 0      | 2      | 4     |
| 7       | Romania           | 2  | 0      | 1      | 3     |
| 8       | Austràlia         | 1  | 1      | 4      | 6     |
| 9       | Itàlia            | 1  | 0      | 1      | 2     |
| 10      | Bèlgica           | 1  | 0      | 0      | 1     |
| 10      | Etiòpia           | 1  | 0      | 0      | 1     |
| 10      | Finlàndia         | 1  | 0      | 0      | 1     |
| 13      | Hongria           | 0  | 3      | 1      | 4     |
| 14      | Txecoslovàquia    | 0  | 2      | 0      | 2     |
| 15      | Trinitat i Tobago | 0  | 1      | 2      | 3     |
| 16      | Canadà            | 0  | 1      | 1      | 2     |
| 16      | França            | 0  | 1      | 1      | 2     |
| 18      | Cuba              | 0  | 1      | 0      | 1     |
| 18      | Japó              | 0  | 1      | 0      | 1     |
| 20      | Kenya             | 0  | 0      | 1      | 1     |
| 20      | Suècia            | 0  | 0      | 1      | 1     |
| 20      | Tunísia           | 0  | 0      | 1      | 1     |